# Rorschach (Watchmen)
Rorschach é um super-herói / anti-herói fictício apresentado na aclamada série Watchmen, publicada pela editora estadunidense DC Comics entre 1986 e 1987.
Rorschach foi criado por Alan Moore e Dave Gibbons. Assim como alguns personagens da série, é inspirado em personagens da Charlton Comics, neste caso o Questão e Mr. A, criados por Steve Ditko. Segundo Moore, o nome do alter-ego do personagem, Walter Kovacs, teria derivado do costume de Ditko de criar nomes que começam com a letra K a seus personagens.
Nas HQs o personagem Rorschach tinha dois alter-egos distintos, entre eles, o próprio Walter Kovacs e Reggie.
A máscara exibe uma mancha de tinta que está em constante movimento que se baseia nos desenhos ambíguos utilizados no Teste de Rorschach. Serve como intimidação contra seus inimigos.
Walter Kovacs, mais conhecido como Rorschach, era um vigilante mascarado ativo durante o principal período da Guerra Fria nos Estados Unidos, e um dos principais vigilantes da cidade de Nova York. Junto com o Night Owl varreu o crime organizado das ruas de Nova York. E as ações do Rorschach em particular se tornaram efetivas, porque ele decidiu matar todos os assassinos, psicopatas, estupradores, corruptos, assaltantes, sequestradores e todos que encontrava. Com o passado de loucura e de muitos problemas psicológicos, como se isolar das outras pessoas e se sentir odiado por todos por se achar feio, Walter Kovacs tem grande ódio e trauma violento dentro de si, tinha uma visão muito crítica dos modos de produção e sistema de governo do mundo, principalmente no comunismo e capitalismo, descrevendo-se como anarquista, que lutava pela liberdade e justiça da população mundial.
Alguns consideram o Rorschcach, o real protagonista da série Watchmen, pois ele é quem move a maior parte da trama para frente e distribui maior ação. No início da história, ele é apresentado como o único vigilante que continuava ativo, após aprovação da Lei Keene, que tornou ilegal à atuação de super-heróis, vigilantes mascarados e justiceiros.
Rorschach era um vigilante implacável, suas crenças em que toda ação tem uma reação, faça o bem e receba o bem e faça o mal e receba o mal, em que todos criminosos merecem a pior punição possível, o bem e o mal, o levaram a procurar punir o mal a todo custo, mesmo que custasse perder a sua vida de pessoa ''normal".
Moore afirmou que Rorschach foi criado como uma maneira de explorar como um personagem similar ao Batman, inicialmente conduzido por vingança seria no mundo real, em poucas palavras, ele seria um "fanático por vingança".

## Biografia

### Antes deWatchmen
Walter Joseph Kovacs era filho de Sylvia Kovacs, uma prostituta, e de seu pai desconhecido com nome de "Charlie". Sua mãe era abusiva e não cuidava dele, agredindo-o sem motivo, o que o tornou violento. Com 10 anos de idade, ele briga com alguns provocadores, durante a qual parcialmente cego de raiva, queima um deles com um cigarro aceso e o ataca com uma marreta em seguida, além de arrancar a orelha fora de um outro com os dentes. Logo depois, o conselho tutelar investiga sua vida em sua casa e o coloca em um orfanato, onde ele demonstra talento para a educação religiosa, política e literatura, e também aprende a lutar boxe e luta de rua, além de praticar ginástica artística com que aumenta sua flexibilidade e agilidade.
Depois de terminar a escola, Kovacs consegue emprego como um arrumador de vestuários em uma loja de vestidos, onde ele adquire um tecido que mais tarde usaria como o vigilante Rorschach. O tecido, um material novo, criado pelo Dr. Manhattan, continha líquidos sensíveis ao calor entre as camadas de látex, criando assim uma coloração preto-e-branco que mudava de forma constantemente. Kovacs recuperou o material de um vestido que havia sido rejeitado por uma jovem com um nome italiano; Kitty Genovese. Dois anos depois, Kitty Genovese foi estuprada e assassinada, e quando Kovacs percebeu a apatia de seus vizinhos, sentiu nojo não só do crime, mas do egoísmo inerente a todas as pessoas. Inspirado pelo destino de Genovese (ele disse mais tarde ao seu psiquiatra na prisão que uma mulher o mandou se vestir, Kitty Genovese. Tinha certeza de que esse era o nome da mulher), ele fez uma máscara do tecido do vestido e começou a investigar cenas de crimes e denunciar criminosos como o detetive Rorschach. Inicialmente Kovacs deixava os criminosos vivos, para que fossem presos pela polícia.
Em 1975, ele investigou o sequestro de uma jovem chamada Blair Roche, de 6 anos de idade, depois de prometer aos pais dela que iria devolvê-la viva. Ele foi investigando, interrogou e quebrou braço de um suspeito para conseguir um resposta de onde se encontrava a garota, até chegar ao nome de uma loja de costura abandonada, onde morava alguém que fez dela uma casa. Lá ele encontra a roupa íntima de uma menina no forno, marcas de conflito, várias facas e adagas em uma gaveta, porém uma suja com sangue humano e ainda dois cães roendo um osso humano com um sapato. Acreditando que seu ocupante, um homem chamado Gerald Grice, de 53 anos, é o assassino e abusador culpado pela morte de Roche, Kovacs mata os cães com um facão que achou na cozinha e aguarda a sua chegada. Quando Grice volta, Kovacs tinha apagado todas as luzes da casa deixando tudo escuro, sem ter como o suspeito o ver, e algema-o ao cano de ferro preso no chão para ele não escapar e derrama gasolina sobre ele. Ele pressiona e o suspeito confessa ter abusado e matado a jovem, e usa a desculpa de ter ''problema". Achando que Kovacs era um policial, ele diz para ser preso, mas recebe uma serra, implicando que ele terá que cortar a própria mão para escapar, antes que as chamas consumam o edifício. Kovacs coloca fogo no assassino, sai do prédio e espera a polícia chegar, porém já está amanhecendo e ninguém aparece. Nesse momento ele perde toda sua misericórdia e humanidade e dali em diante ele se torna o serial killer de assassinos, onde somente Rorschach existe e Walter Kovacs está morto, para sempre.
Kovacs torna-se conhecido em sua região por ficar nas ruas portando uma placa com a inscrição "The End Is Near" ("O fim está próximo"). Ele é visto neste aspecto em vários pontos ao longo da história antes de sua revelação, muitas vezes com uma alusão à sua identidade atual.

### Eventos deWatchmen
Rorschach é o único vigilante que continua ativo após a aprovação da Lei Keene, que tornou ilegal a atuação de super-heróis, vigilantes mascarados e justiceiros (com exceção do Comediante e do Dr. Manhattan, agora contratados pelo governo dos Estados Unidos). Rorschach investiga o assassinato de um homem chamado Edward Blake, descobrindo que ele é o Comediante, um dos dois únicos heróis patrocinados pelo governo. Ele acredita que alguém está escolhendo super-heróis fantasiados "aposentados", tendo em vista que sua teoria se fortalece quando Doutor Manhattan é forçado ao exílio e quando Adrian Veidt, o Ozymandias, um ex-vigilante, é alvo de uma tentativa de assassinato.
Como ninguém dá atenção à ajuda de Rorshcach em procurar o tal "assassino de máscaras" ele vá então atrás de Moloch, um antigo vilão, e dos últimos que teve contato com Comediante ainda vivo, e o mesmo se mata e faz uma armadilha com a polícia para prender o Rorschach. Rorschach acaba preso e se envolve em tratamentos psiquiátricos, e brigas violentas na prisão. A Espectral II e o Coruja II se reúnem e libertam Rorschach, em meio a uma rebelião, onde Kovacs consegue se vingar alguns de seus inimigos.
Mais tarde Rorshcach e o Coruja II começam a investigar alguns fatos, e acabam partindo para a fortaleza de Ozymandias, na antártida, e descobrem que ele era o culpado pela morte do Comediante e exílio do Dr. Manhattan. E além disso, ele estava envolvido numa trama para que o mundo esquecesse a guerra iminente, e para que isso acontecesse, ele precisava provocar a morte de milhões de pessoas. Rorshcach, indignado com toda essa situação pretendia voltar para américa e contar a todos que o culpado pelas mortes era o Ozymandias. Porém o Dr. Manhattan, vendo que o plano de Ozymandias era necessário, impede o Rorshcach de ir. Então em um último momento "heroico", Rorschach grita para o Dr. Manhattan ordenando que ele o matasse, e é o que acontece. O Dr. Manhattan explode o corpo de Kovacs de dentro para fora. No momento seguinte, ele é transformado em nada mais do que uma "silhueta de tinta" na neve.
De uma forma estranha, Rorschach havia alcançado sua redenção. Ele fez o que achava certo e finalmente estava livre de toda maldade que carregava em seu ser. Na última cena da HQ, o diário de Rorschach, que presumivelmente contém todos os planos do Ozymandias contados em detalhes, aparece em uma caixa de correio de um jornal especializado em notícias bizarras. Isso pode significar que o plano do homem mais inteligente do mundo, foi descoberto pela população, graças ao Rorschach (ou não).

### Eventos deDoomsday Clock
Em 1992, sete anos após os acontecimentos de Watchmen, um sujeito chamado apenas de "Reggie" (que possivelmente seja filho de Malcom Long) assume então a identidade de Rorschach, após a morte de Walter Kovacs. Nesta época os Estados Unidos da América está à beira de uma guerra com a Rússia, depois que o plano arquitetado por Ozymandias para garantir a Paz Mundial foi por água abaixo depois que os detalhes do diário do verdadeiro Rorschach foram investigados por Jack N. Anderson, que publicou um artigo intitulado "The Great Lie" ("A Grande Mentira"), revelando ao público toda a trama macabra descrita em Watchmen.
Como consequência, Ozymandias fica foragido, enquanto os EUA e a Rússia estão preste a iniciar uma Guerra Nuclear, fazendo os cidadãos americanos a evacuarem suas cidades. Quando começam os preparativos para a iminente guerra nuclear, Rorschach invade uma prisão para libertar uma mulher chamada Erika Manson, também conhecida como a Marionette, e seu marido Marcos Maez, também conhecido como o Mime. Erika descobre que este Rorschach não é Walter Kovacs, e sim um sucessor. Rorschach leva os dois ao esconderijo do Nite Owl e os apresenta ao seu parceiro Ozymandias, que revela que está morrendo devido a um câncer. Ele oferece ao casal a localização de seu filho e 200 milhões se o ajudarem a localizar o Doutor Manhattan.
Rorshcach ao lado de Ozymandias, Erika a Marcos partem a bordo da Archie. À medida que os mísseis nucleares russos se aproximam, Ozymandias ativa uma máquina que transporta a Archie para a localização mais recente das partículas de elétrons de Manhattan: Gotham City,

## Habilidades e equipamentos
Como a maioria dos personagens de Watchmen, Rorschach não possui super poderes, movido apenas por sua sede de justiça e suas habilidades técnicas. Rorschach usa qualquer e todo o tipo de armas que estão disponíveis no momento, tais como a spray de pimenta, equipamento oficial da polícia como cassetetes e armas de fogo, bem como a utilização de um querosene spray em combinação com um isqueiro para atear fogo a outros policiais durante um confronto na casa de Moloch. Durante a série ele demonstra ser o mestre da improvisação, podendo usar tudo como uma arma ou criar uma arma com coisas simples, ele pode usar óleo fervendo, uma serra elétrica, um vaso de flor sendo jogado contra a cabeça do inimigo, um fio de ferro de passar roupa para enforcar, um cigarro aceso, um garfo de cozinha, um facão, um taser gun, uma marreta, garrafa de vidro, uma corrente e sua jaqueta de couro como armas. Ele possui uma arma que atira um arpão numa roldana de corda bem resistente, que ele usa para escalar edifícios (utilizando-o inclusive como uma arma improvisada contra um policial, atirando sobre o peito dele).
Rorschach é bem versado em combates, lutas de rua, ginástica e boxe. No decorrer da série, ele mostra a capacidade de vencer vários assaltantes armados com pouca dificuldade. Rorschach também é relativamente indiferente à dor e ao desconforto físico, sendo resistente a golpes de facada e até mesmo a tiros, mostrado quando ele percorre a Antártida usando apenas terno e gravata, além de seu sobretudo. Devido a seu tempo nos centros de detenção juvenil e em orfanatos, é visto como uma pessoa tão versada em crimes da rua quanto qualquer criminoso. Rorschach também demonstra a capacidade de entrar e sair de uma grande variedade de edifícios fechados e casas, sugerindo a perícia de um mestre dos ladrões. Ele também mostra ser extremamente forte e também bem ágil,podendo escalar facilmente prédios e edifícios sem usar sua grapping gun,demonstrado ter grande habilidade de parkour.
Apesar de sua instabilidade mental, Rorschach foi descrito como "taticamente brilhante e imprevisível" por Coruja II, e possui habilidades de detetive surpreendentemente boas e inteligência em várias áreas, perdendo apenas para o Batman.